# Подлесе (Оборницький повіт)
Подлесе (пол. Podlesie, нім. Waldheide) — село в Польщі, у гміні Оборники Оборницького повіту Великопольського воєводства.
Населення — 73 особи (2011).
У 1975-1998 роках село належало до Познанського воєводства.

## Демографія
Демографічна структура станом на 31 березня 2011 року:
|          | Загалом | Допрацездатний вік | Працездатний вік | Постпрацездатний вік |
| -------- | ------- | ------------------ | ---------------- | -------------------- |
| Чоловіки | 39      | 10                 | 25               | 4                    |
| Жінки    | 34      | 8                  | 16               | 10                   |
| Разом    | 73      | 18                 | 41               | 14                   |